# Siódmy rząd Izraela
Siódmy rząd Izraela – rząd Izraela, sformowany 3 listopada 1955, którego premierem został Dawid Ben Gurion z Mapai. Rząd został powołany przez koalicję mającą większość w Knesecie IV kadencji, po wyborach w 1955 roku. Funkcjonował do 7 stycznia 1958, kiedy to powstał kolejny rząd również pod przywództwem Dawida Ben Guriona.